# Joaquín Casalduero
Joaquín Casalduero Martí (Barcelona, 23 de abril de 1903 - Madrid, 22 de febrero de 1990) fue un profesor, crítico literario y cervantista español. Por edad y orientación intelectual y política puede encuadrarse dentro de la Generación del 27, con algunos de cuyos miembros más conocidos, como Pedro Salinas o Jorge Guillén, compartió exilio en Estados Unidos, donde fue profesor hasta la década de 1960. Fue discípulo aventajado de Ramón Menéndez Pidal en el Centro de Estudios Históricos y autor de uno de los estudios más clásicos escritos sobre Galdós. Fue tío del también crítico literario Joaquín Gimeno Casalduero.

## Biografía
Nacido en el seno de una familia con un abierto árbol genealógico. Escritor desde los 14 años, publicó su primer libro de poemas a los 22. Como maestro, empezó enseñando en el Instituto-Escuela en Madrid, entregado a la filosofía docente fruto de la Institución Libre de Enseñanza.
Doctor en Filosofía y letras en 1927 por la Universidad de Madrid, fue lector de español en las Universidades de Estrasburgo (1925 - 1927), Marburgo (1927 - 1929), Cambridge (1930 - 1931) y Oxford (1931); en este último año se trasladó a los Estados Unidos, país al que se exilió tras la guerra civil española. En América fue profesor de Lengua y Literatura españolas en las universidades de Wisconsin (1942) y Nueva York (1947) y en el Middlebury College Spanish School entre 1932 y 1948. Posteriormente, impartió clases en el Smith College de Northampton y como profesor emérito en la Universidad de California (San Diego), en La Jolla hasta 1973. Durante el último periodo de su vida se estableció en Nueva York, junto a su inseparable compañera Sacha, regresando más tarde a España. Murió en Madrid a los 86 años de edad.

## Obra
Influido por la crítica estadounidense y por el new criticism, Casalduero compaginó los nuevos métodos y técnicas de trabajo con el estudio tradicional y positivista aprendido con Menéndez Pidal en el Centro de Estudios Históricos; contribuyendo con ello a la modernización de la crítica española y al abandono del método histórico. En esa línea realizó diversos estudios, entre los que destacan los dedicados a Miguel de Cervantes (en cuya obra se le considera una autoridad internacional), Lope de Vega, Tirso de Molina, Espronceda, Gustavo Adolfo Bécquer, Galdós y la poesía de Jorge Guillén.  
En 1972 se le dedicó la obra Homenaje a Casalduero: crítica y poesía, coordinada por Rizel Pincus Sigele y Gonzalo Sobejano.

### Poesía
- Poema que se llama (71 poemas), 1964.
- Por fin sin esperanza, 1971.
- Roca viva
- Poema sin título

### Narrativa
- Esfumadas, lejanías y presentes, 1972.

### Ensayo
- Contribución al estudio de Don Juan en el teatro español; Northampton: Mass. Smith College, 1938.
- Vida y obra de Galdós, Buenos Aires: Losada, 1943; reeditado en varias ocasiones.
- Sentido y forma de las "Novelas ejemplares"; Buenos Aires: Instituto de Filología, 1943.
- Jorge Guillén: "Cántico", Santiago de Chile: Cruz del Sur, 1946.
- Sentido y forma de "Los trabajos de Persiles y Sigismunda" (Buenos Aires: Sudamericana, 1947)
- Sentido y forma del "Quijote" (1605-1615), Madrid: Ínsula, 1949.
- Sentido y forma del teatro de Cervantes, Madrid: Aguilar, 1951.
- 'Forma y visión de «El diablo mundo» de Espronceda. Madrid: Ínsula, 1951.
- Espronceda, 1961.
- Estudios sobre el teatro español, 1962.
- Estudios sobre literatura española, 1962.

Además de numerosos artículos en revistas como: Ínsula, Cuadernos Hispanoamericanos, Edad de Oro e Hispania.